# Kvarteret Hästen

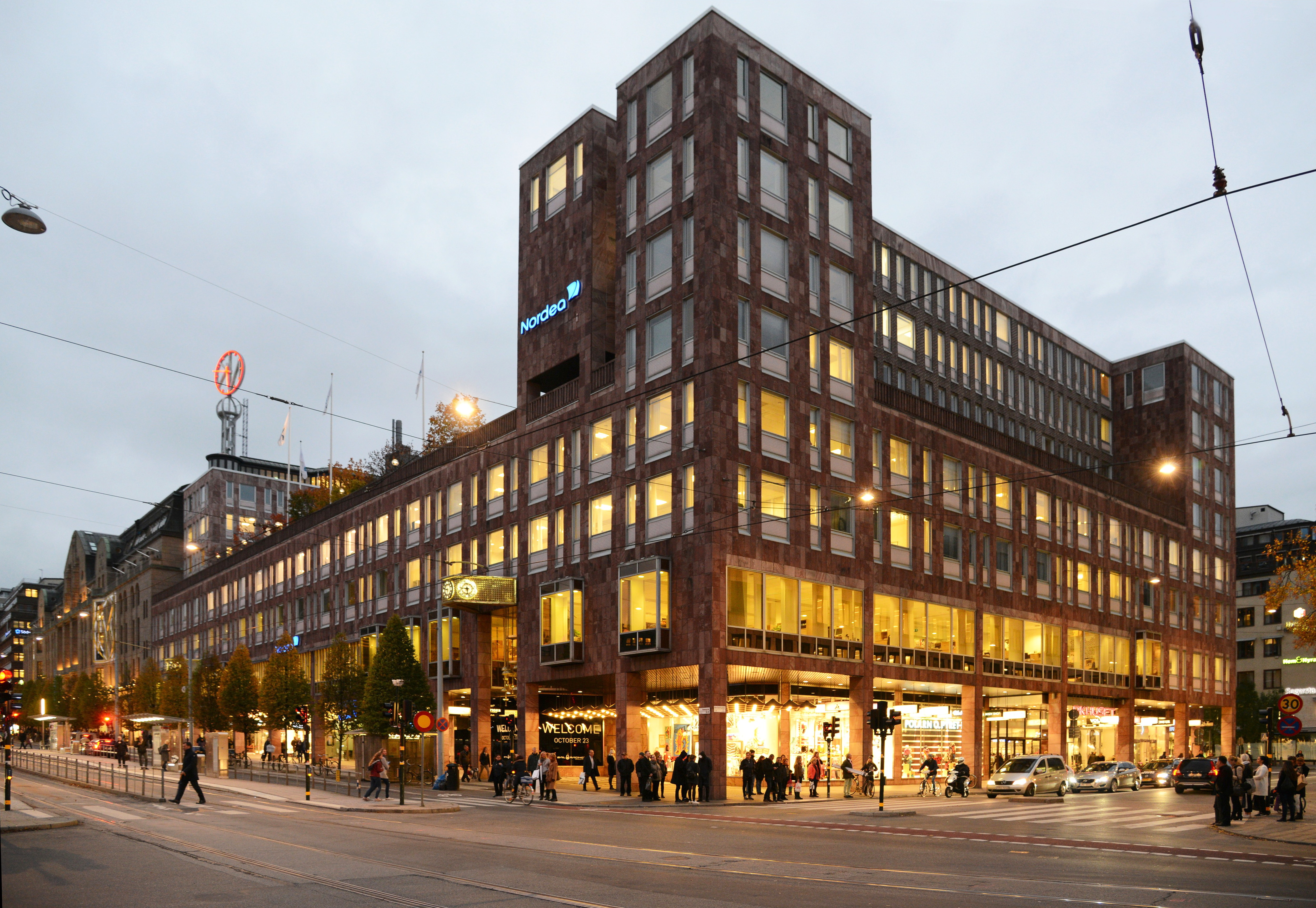
Kvarteret Hästen sett från sydost med PK-huset längst fram och Nordiska Kompaniets byggnad i bakgrunden, oktober 2014.

Kvarteret Hästen ligger på Norrmalm i centrala Stockholm. Kvarteret har en omväxlande historia. Det bildades redan på 1600-talets mitt och försvann på 1970-talet från Stockholms kartor i samband med Norrmalmsregleringen för att återuppstå på 1990-talet. Kvarteret slogs på 1970-talet ihop med grannkvarteret Torsken och begränsas sedan dess av Mäster Samuelsgatan i norr, av Norrlandsgatan i öster, av Regeringsgatan i väster och av Hamngatan i söder. I kvarteret finns två av Stockholms välkända byggnader: Nordiska kompaniet och PK-huset. Båda är blåmärkta av Stadsmuseet i Stockholm vilket betyder "att bebyggelsen bedöms ha synnerligen höga kulturhistoriska värden".

## Historik

### 1600-talets Norrmalmsreglering

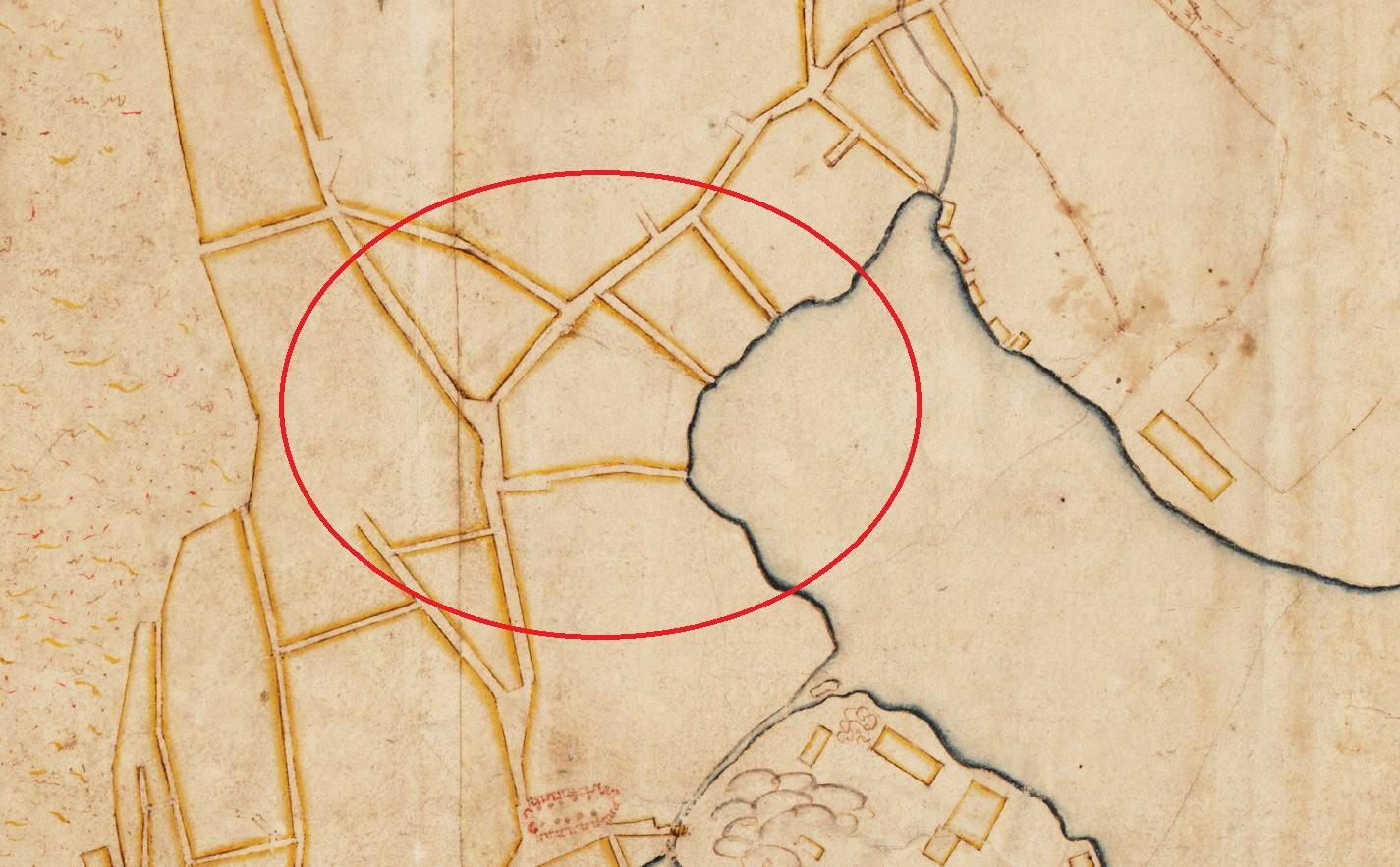
Området på Östra malmen, 1625.

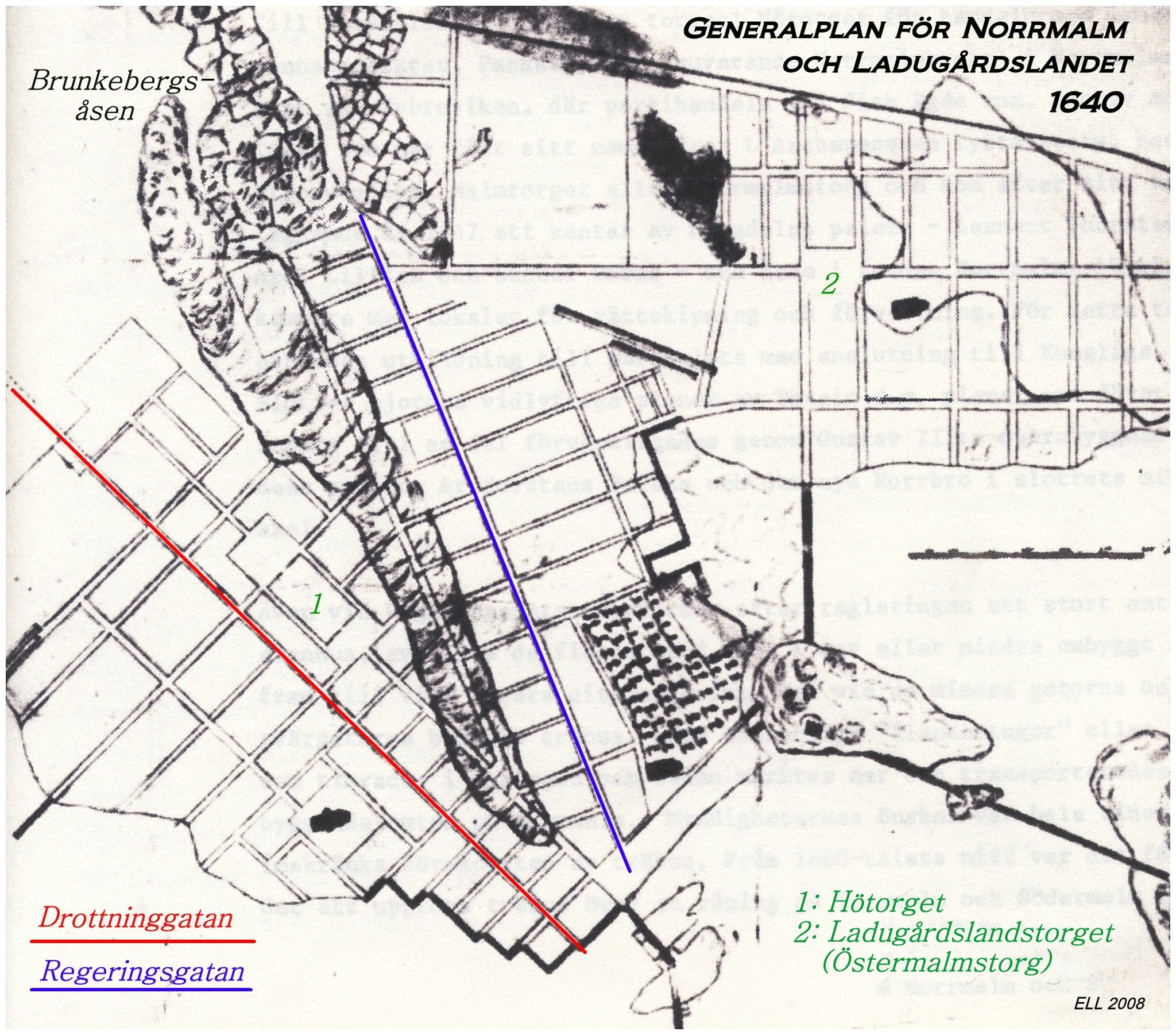
Generalplan över Västra och Östra malmen, 1640 (blå: Regeringsgatan).

Kvarteren öster om Brunkebergsåsen och fram till dåvarande Rännilen började stadsplaneras på 1640-talet efter en brand. Regleringsplanen hade Regeringsgatan som huvudgata med riktning mot Helgeandsholmen. Ansvarig för projektets praktiska genomförandet var stadsingenjören Anders Torstensson som tillämpade en vid tiden modern rutnätsplan med regelbundna rektangulära och kvadratiska stadskvarter. Inspirationskälla var den italienska renässansens idealstäder (se Stadsplanering i Stockholm).  Östra malmens gatusystem med Regeringsgatan som huvudgata var oberoende av planen för Västra malmen, vilket gjorde att de båda planernas tvärgator inte skulle komma att träffa varandra när Brunkebergsåsen i en avlägsen framtid kunde grävas bort.
Torstenssons kvartersplan för området öster om Brunkeberget resulterade i bland annat sex stora rektangulära kvarter, lagda med sin långsida i öst-väst riktning och med mått cirka 200 meter långt och 70 meter brett. Kvarteren styckade i ett stort antal tomter med varierande storlek, de största mot huvudgatan (Regeringsgatan). Kvarteret längst i södra kom att kallas Hästen och det norr därom Torsken, därefter följde Oxen större, Jericho, Bocken och Kåkenhusen. Vid fördelningen av tomterna strävade staden efter att få de centrala gatorna på Norrmalm bebyggda med stenhus. Det gällde även Regeringsgatan vars stenhus stod kvar i mer eller mindre ombyggt skick fram till 1960-talets cityreglering. Vid de mindre gatorna och tvärgatorna byggdes trähus, ofta timrat i Roslagen och sedan fraktat till byggnadstomten.
Före Torstenssons reglering präglades Norrmalms bebyggda delar av stora oregelbundna kvarter och ett oplanerat virrvarr av slingrande gator och gränder. Gator och tomter hade växt spontana, strukturen var typisk för medeltida städer och fanns exempelvis på Stadsholmens inre delar. Öster om Brunkeberget hade bygget av Jacobs kyrka pågått sedan 1580-talet (invigd först 1643). Intill låg en av de kungliga trädgårdarna (dagens Kungsträdgården). Lite längre österut fanns en mindre hamn med ett salutorg, kallat Packartorget, där Skärgårdsbönderna kunde sälja sina produkter (föregångaren till dagens Norrmalmstorg). På 1620-talet gick Ladugårdslandsviken strandlinje ända upp till kvarteret Hästens östra sida. När man började schakta på tomten för PK-huset påträffades den gamla strandlinjen och sex båtvrak som avsiktligt sänkts i samband med utfyllnaden av viken.

### Namnet
Anledningen till kvartersnamnet Hästen är oklar. I anslutning mot väster ligger kvarteret Hästskon och intill Hötorget finns ett numera stark förminskat kvarteret Hästhuvudet. Möjligtvis är alla dessa hästrelaterade kvartersnamnen initierade av Beridarebanan (för bland annat inridning och dressyr av hästar) som låg just vid Hötorget. På Petrus Tillaeus karta från 1733 är kvarteret redovisat som Hästen (nr XIII). Torsken (nr XVI) finns på samma karta.

### Kvarteret genom tiden

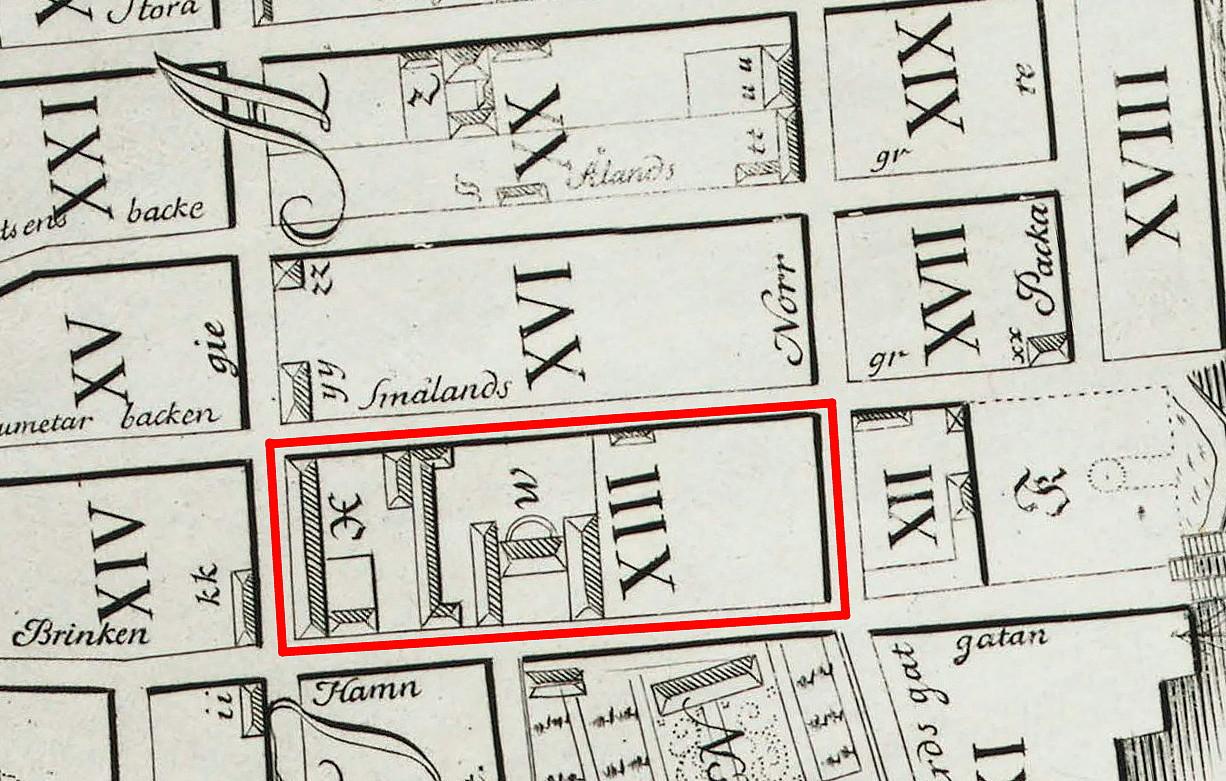
1733.
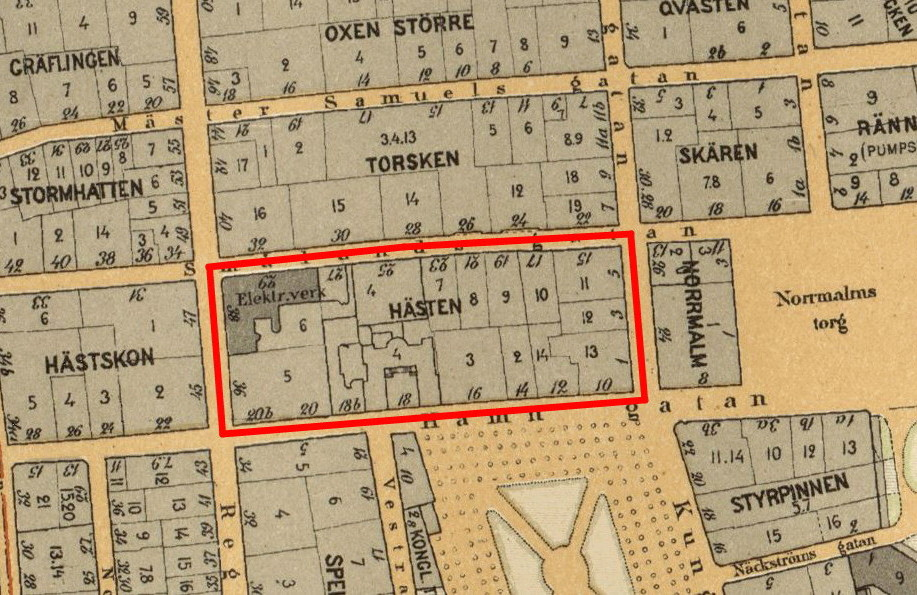
1899.
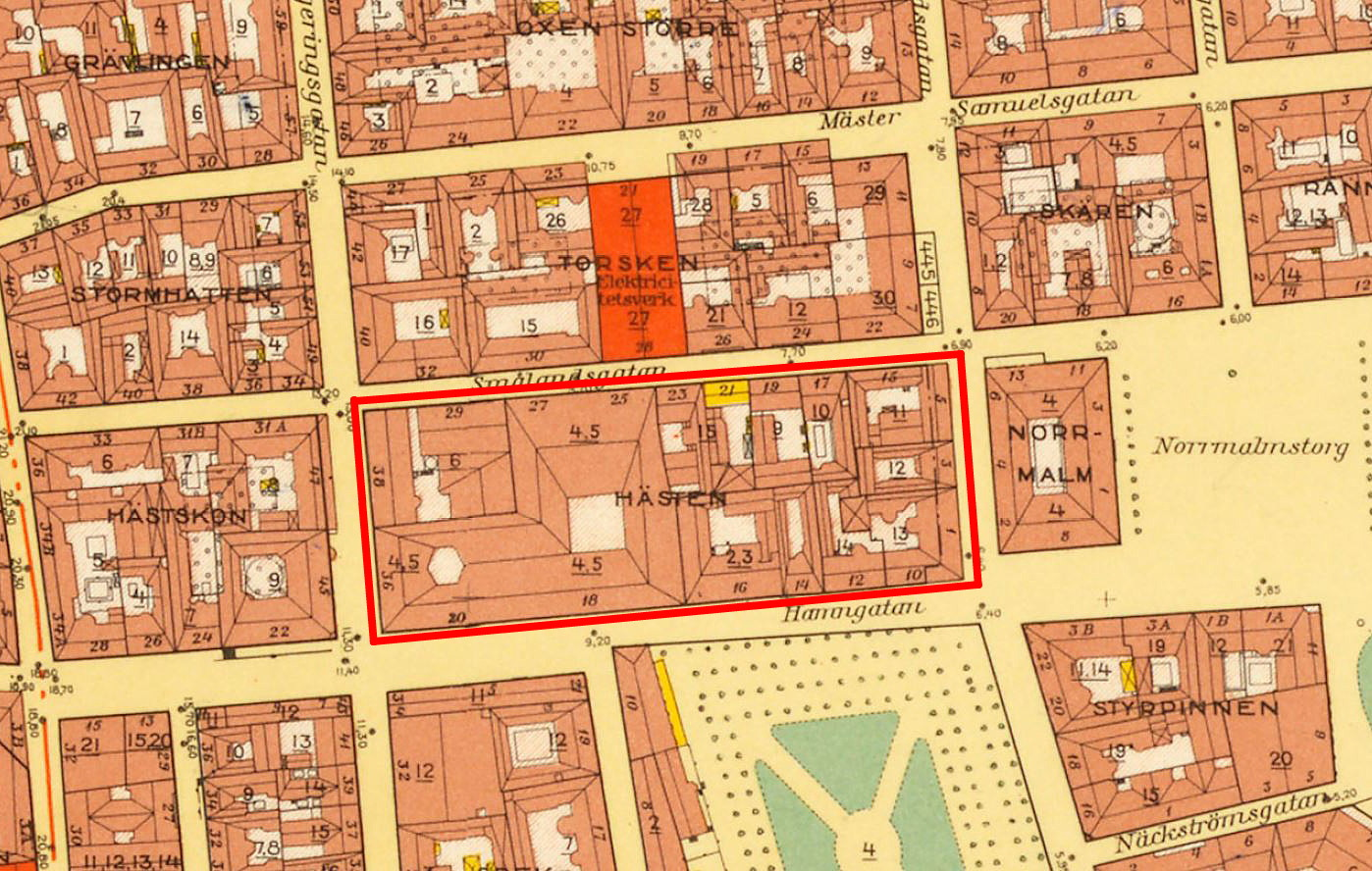
1940.
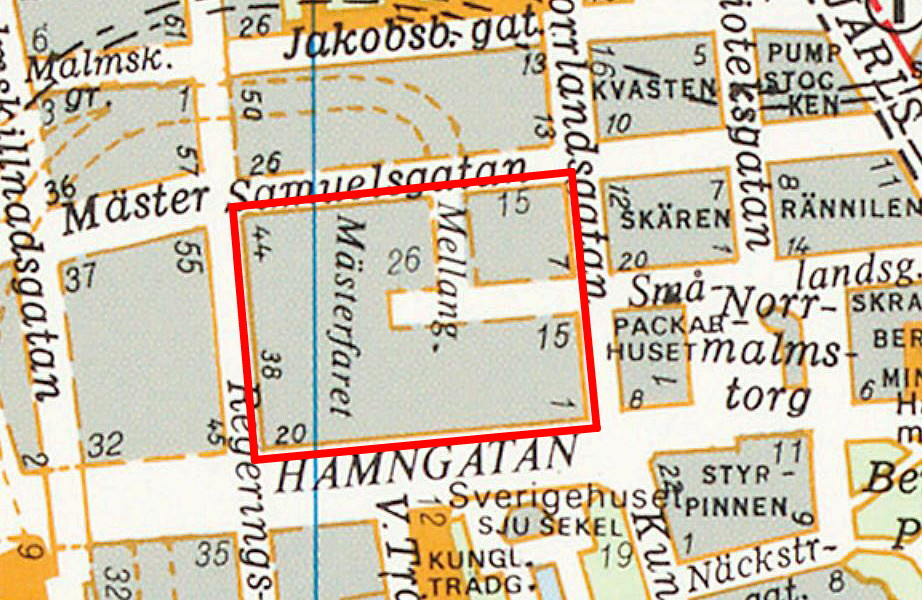
1996.

### Kvarteret i förvandling

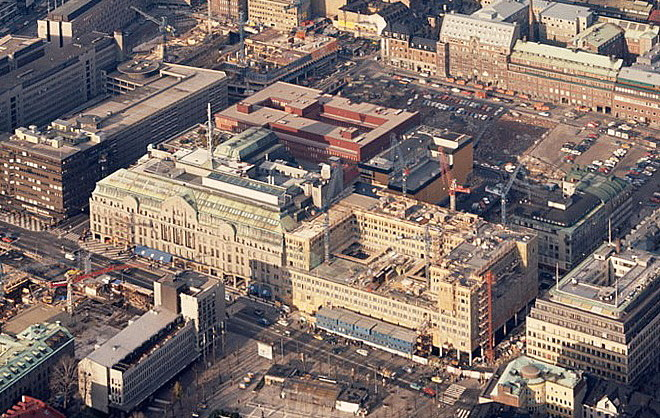
Kvarteret Hästen, flygfoto 1973.

Hästen och Torsken behöll sin ursprungliga form och storlek i drygt 300 år fram till 1960-talet då Norrmalmsregleringen skulle förvandla södra Norrmalm på ett genomgripande sätt. Hästens och Torskens kvartersnamn försvann från Stockholms kartor. De blev tillsammans med många andra innerstadskvarter en del av storkvarteret Beridarebanan. 
På 1970-talet sträckte sig kvarteret Beridarebanan ända upp till Kungsgatan och omfattade även befintlig bebyggelse i kvarteren Hästen och Torsken som exempelvis Nordiska kompaniets byggnad som fick fastighetsbeteckningen Beridarebanan 19 och Byggnadsföreningens hus som fick fastighetsbeteckningen Beridarebanan 29.
På 1970-talet slogs före detta Hästen och Torsken ihop när NK lät uppföra en ny entré vid Regeringsgatan. Smålandsgatan, som tidigare delat Hästen och Torsken, blev nu en lokalgata inom kvarteret. Efter önskemål från allmänheten återgick staden på 1990-talet till kvarterens ursprungliga namn. Vissa anpassningar fick dock göras i och med nya gatusträckningar och kvartersstrukturer, så även med Hästen och Torsken. Hästen fick vara kvar som kvartersnamn medan Torsken utgick.

### Kvarterets tidigare bebyggelse och verksamheter (urval)
I kronologisk ordning.

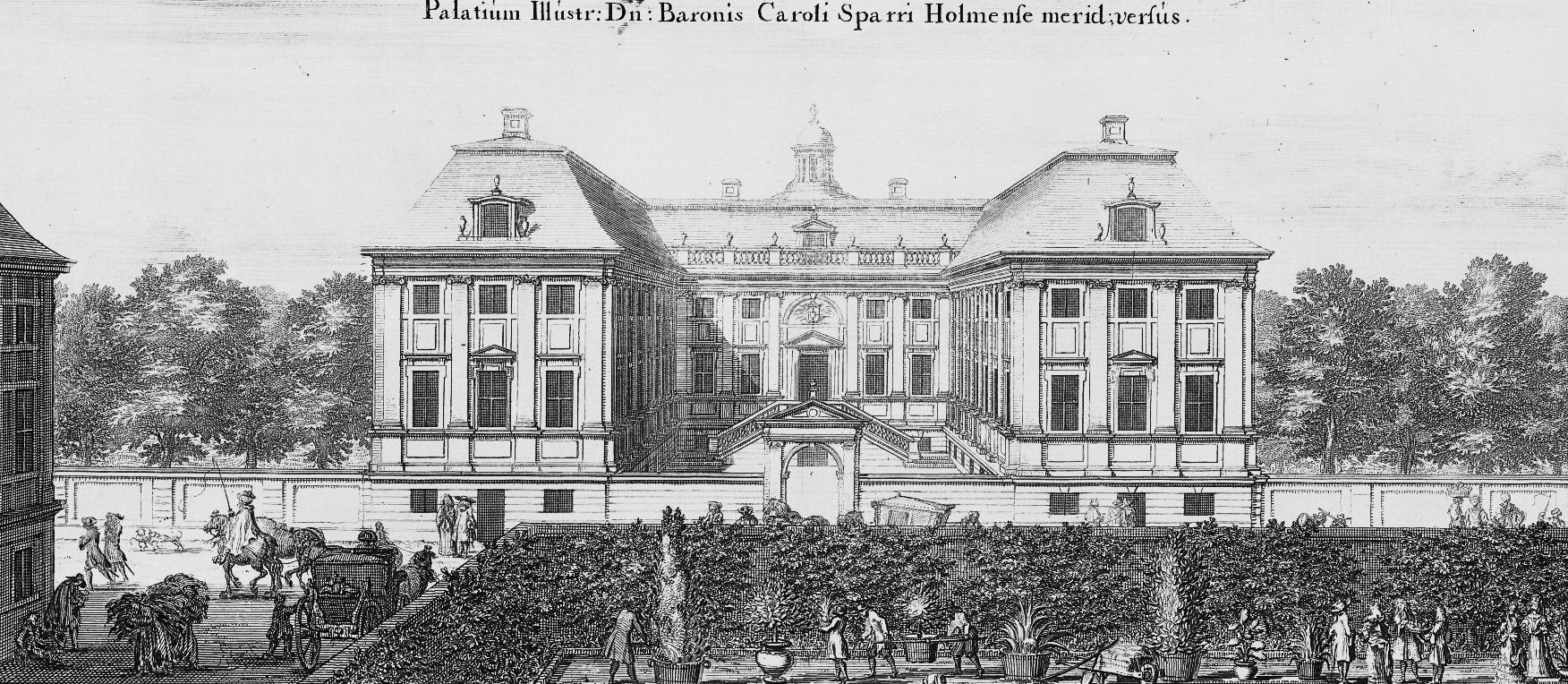
Sparreska palatset, fasad mot söder.

- Sparreska palatset (f.d. Hästen 4), byggår 1670-tal, arkitekt Nicodemus Tessin den äldre (revs 1913).
- Brunkebergsverket (f.d. Hästen 6), byggår 1892, arkitekt Ferdinand Boberg (revs 1960).
- Sveasalen (f.d. Hästen 4), i en tillbyggnad från 1888 till Sparreska palatset.
- Röda Kvarn i Sveasalen (f.d. Hästen 4), en biograf i Sveasalen som existerade mellan 1912 och 1913.
- Orientaliska irrgång-salongen (f.d. Hästen 4), en spegellabyrint som existerade i grannhuset till Sveasalen mellan 1890 och 1897.
- Sagerska husen (f.d. Hästen 2 och 3), byggår 1891 och 1903, arkitekt Jean René Pierre Litoux (revs 1970).
- Mäster Samuelsgatan 7 / Norrlandsgatan 11 (f.d. Torsken 8 och 9), Alfred Nobel födelsehus (revs på 1960-talet).

Historiska byggnader
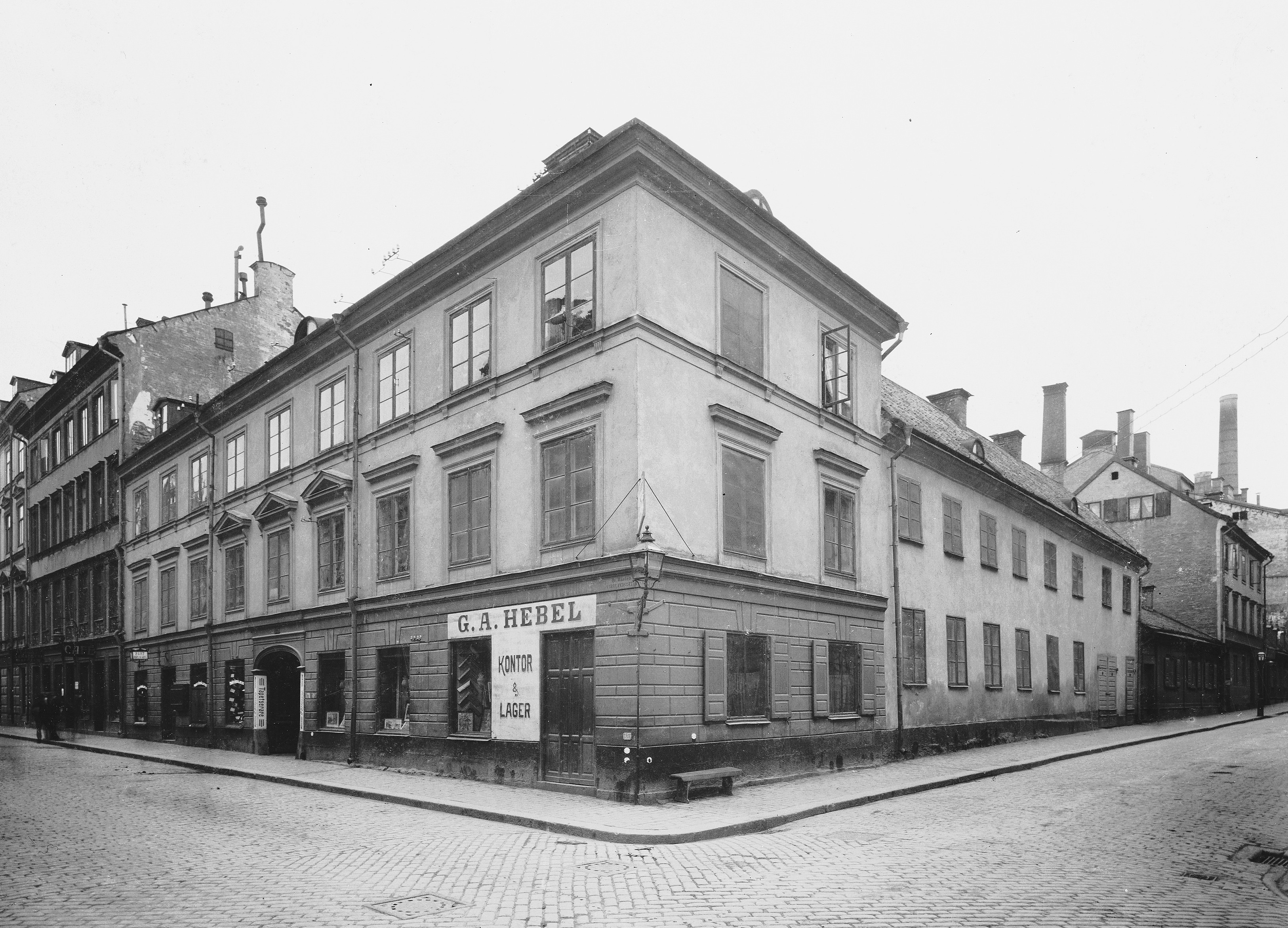
Hästen 11, Norrlandsgatan 5 / Smålandsgatan 15, 1906.
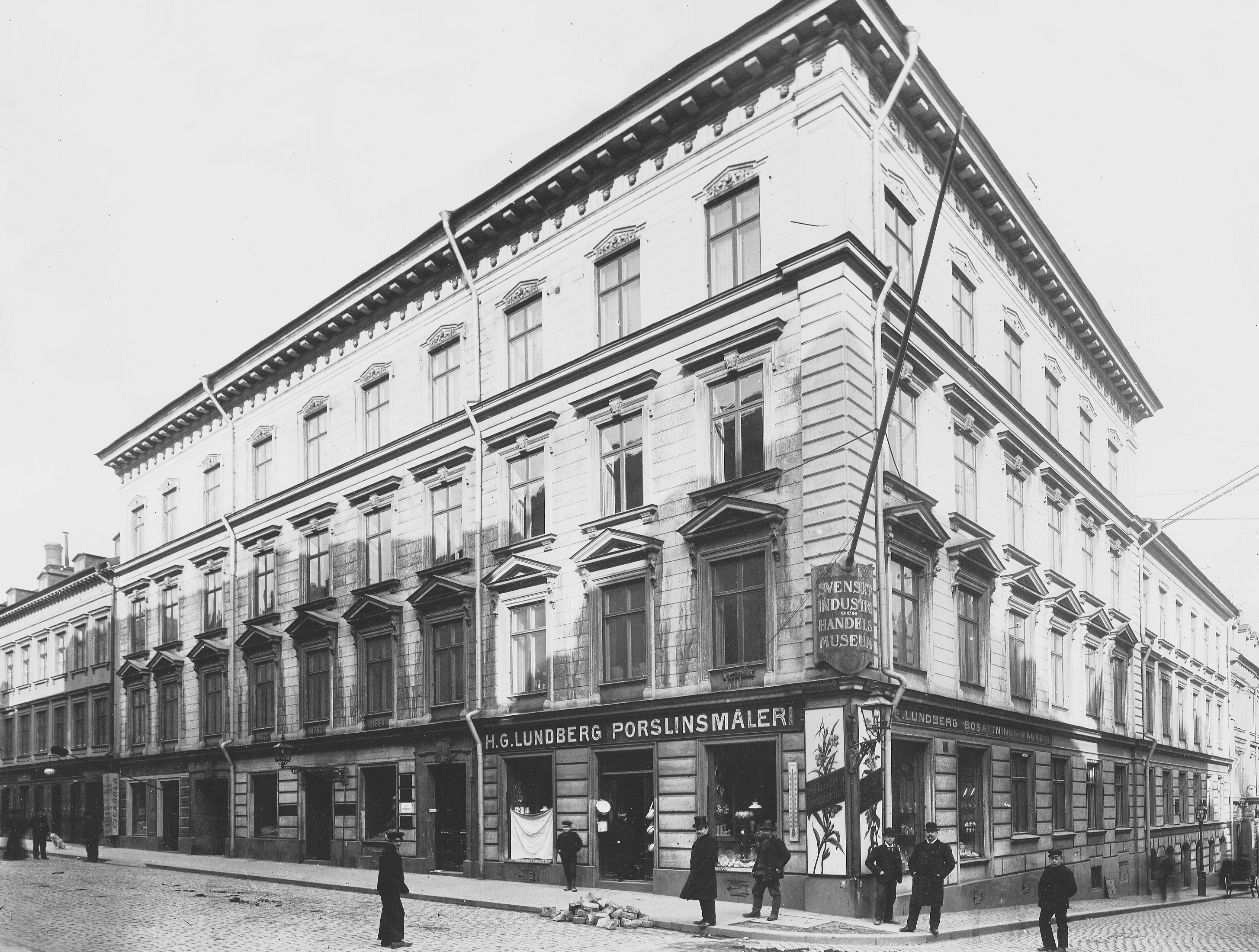
Torsken 16, Regeringsgatan 40 / Smålandsgatan 32, 1906.
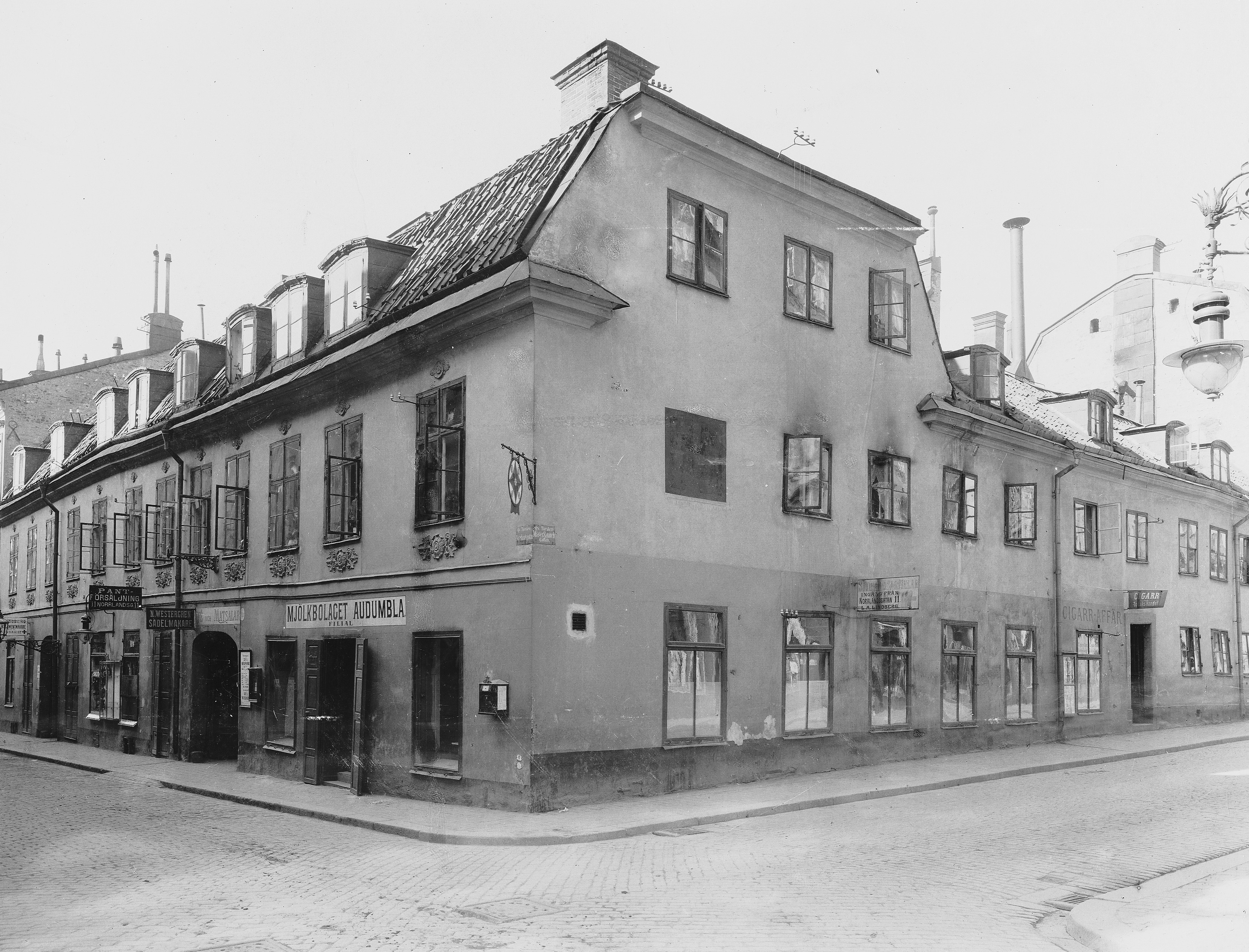
Torsken 8+9, Mäster Samuelsgatan 7, Norrlandsgatan 11, 1908. Alfred Nobel födelsehus.
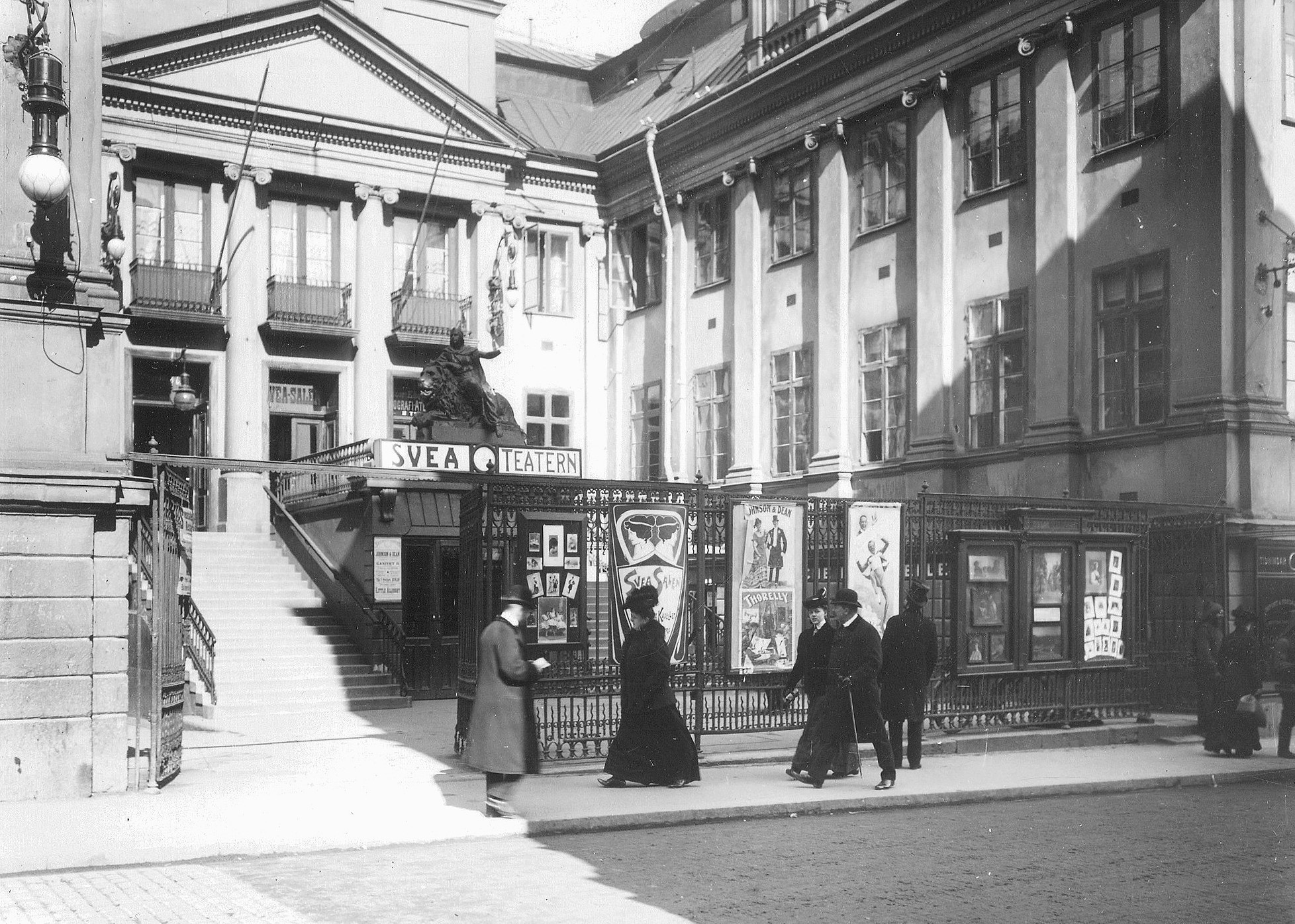
Sveasalen, entré från Hamngatan 18, 1910.
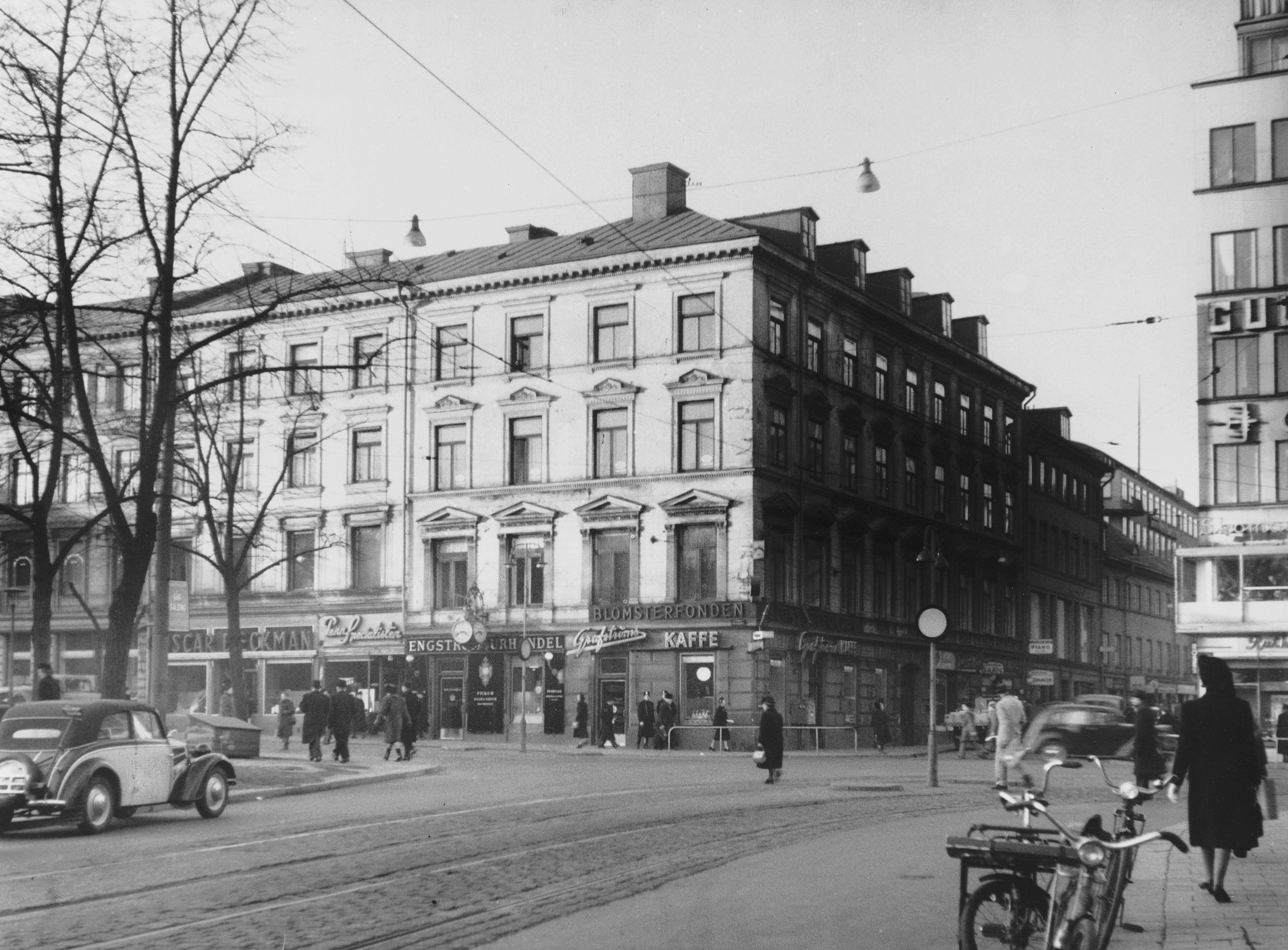
Hästen 13, Hamngatan 10, Norrlandsgatan 1, 1948.

### Kvarterets nuvarande bebyggelse och fastigheter

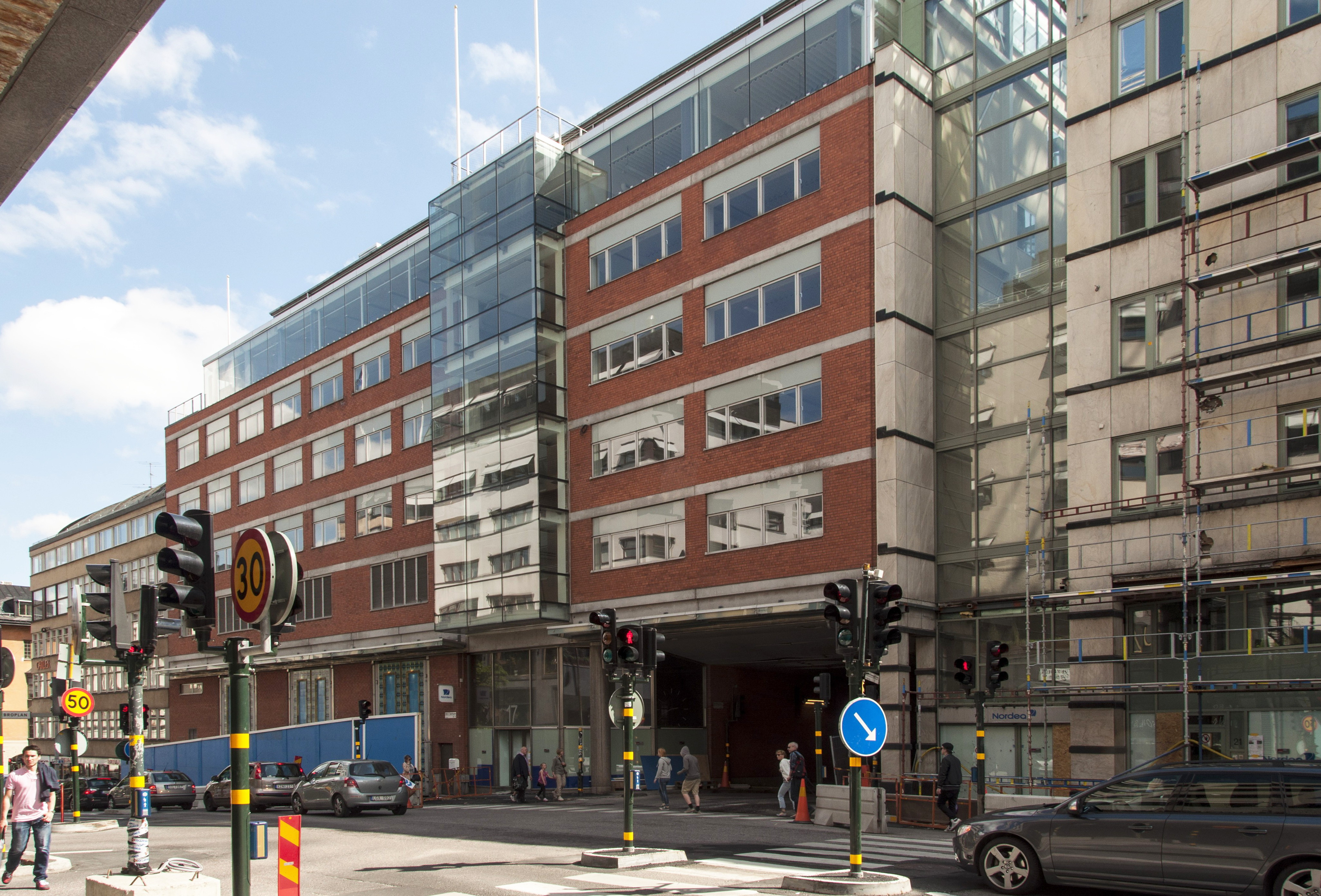
Hästen 22, rivet 2018, foto från 2012.

Samtliga byggnader i kvarteret Hästen och på före detta Torsken är uppförda efter 1910. Två kontorshus från 1981 och 1984 (Hästen 22 respektive 24) revs 2017–2018 ner till gatunivån och ersattes av ett nytt kontorshus i 9–10 våningar och Passagenhuset revs 2023.
- Hästen 19 hus 1, Hamngatan 18-12 , NK Stockholm, byggår 1915, arkitekt Ferdinand Boberg.
- Hästen 19 hus 2, Regeringsgatan 38, NK:s tillbyggnad, byggår 1963, arkitekt Hans Asplund.
- Hästen 20, Regeringsgatan 40, NK:s entré, byggår 1976, arkitekt Bengt Lindroos.
- Hästen 21, Regeringsgatan 44, Passagenhuset, byggår 1973, arkitekt Bengt Lindroos (revs 2023).

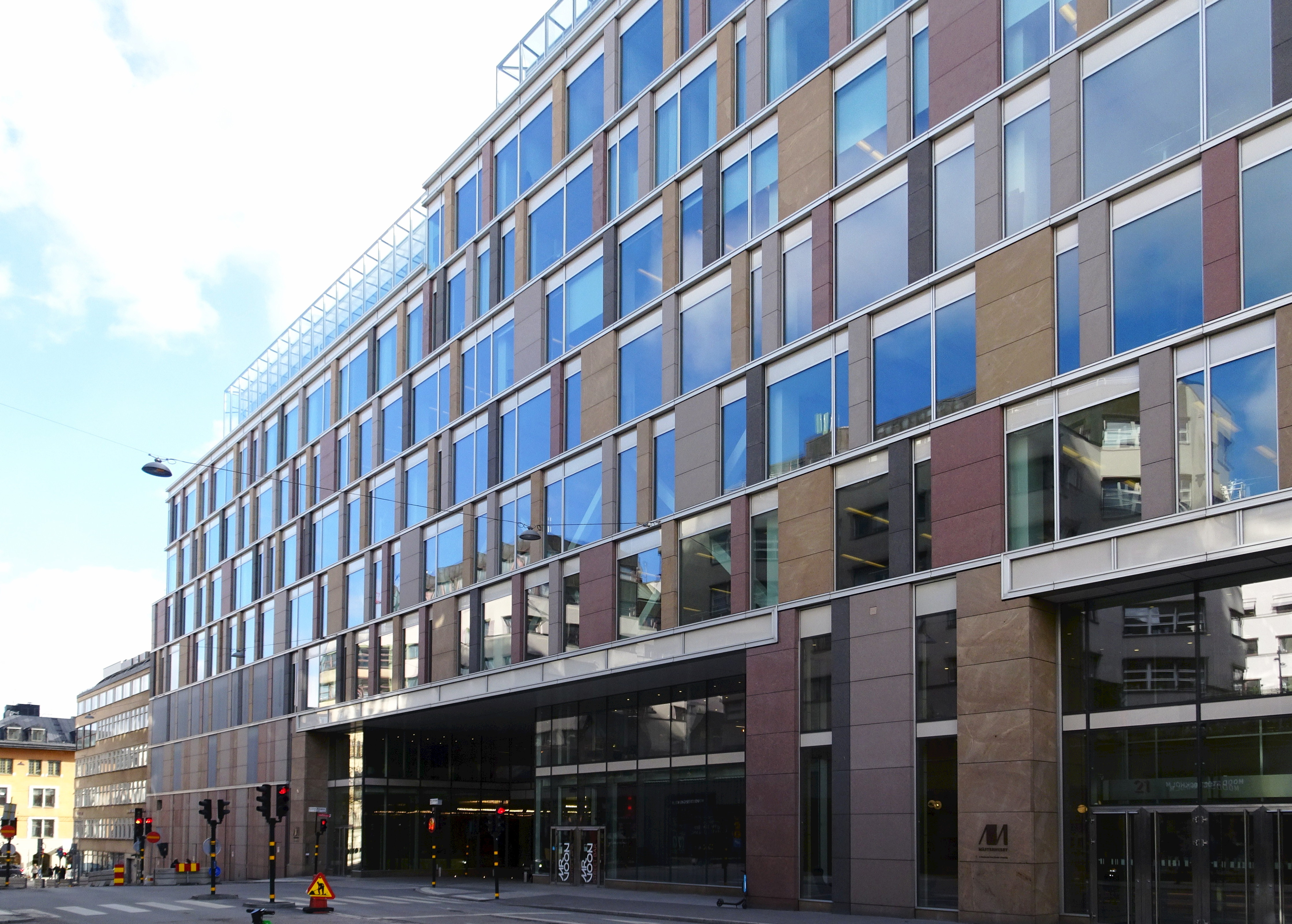
Hästen 22 hus 1, Mäster Samuelsgatan 21, byggår 1990, arkitekt FFNS (revs 2017–2018).
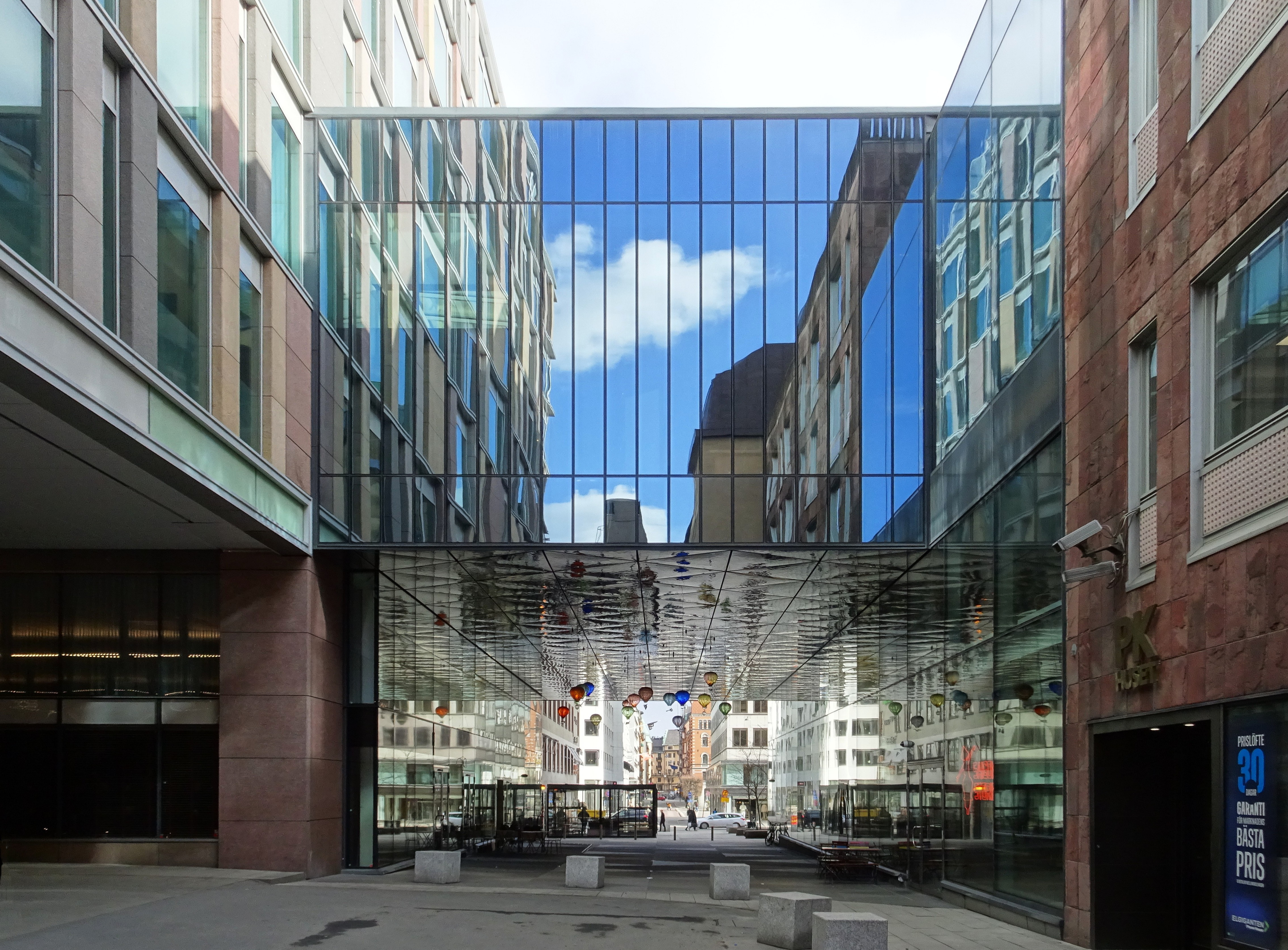
Smålandsgatan österut (mellan Hästen 22 och 23).
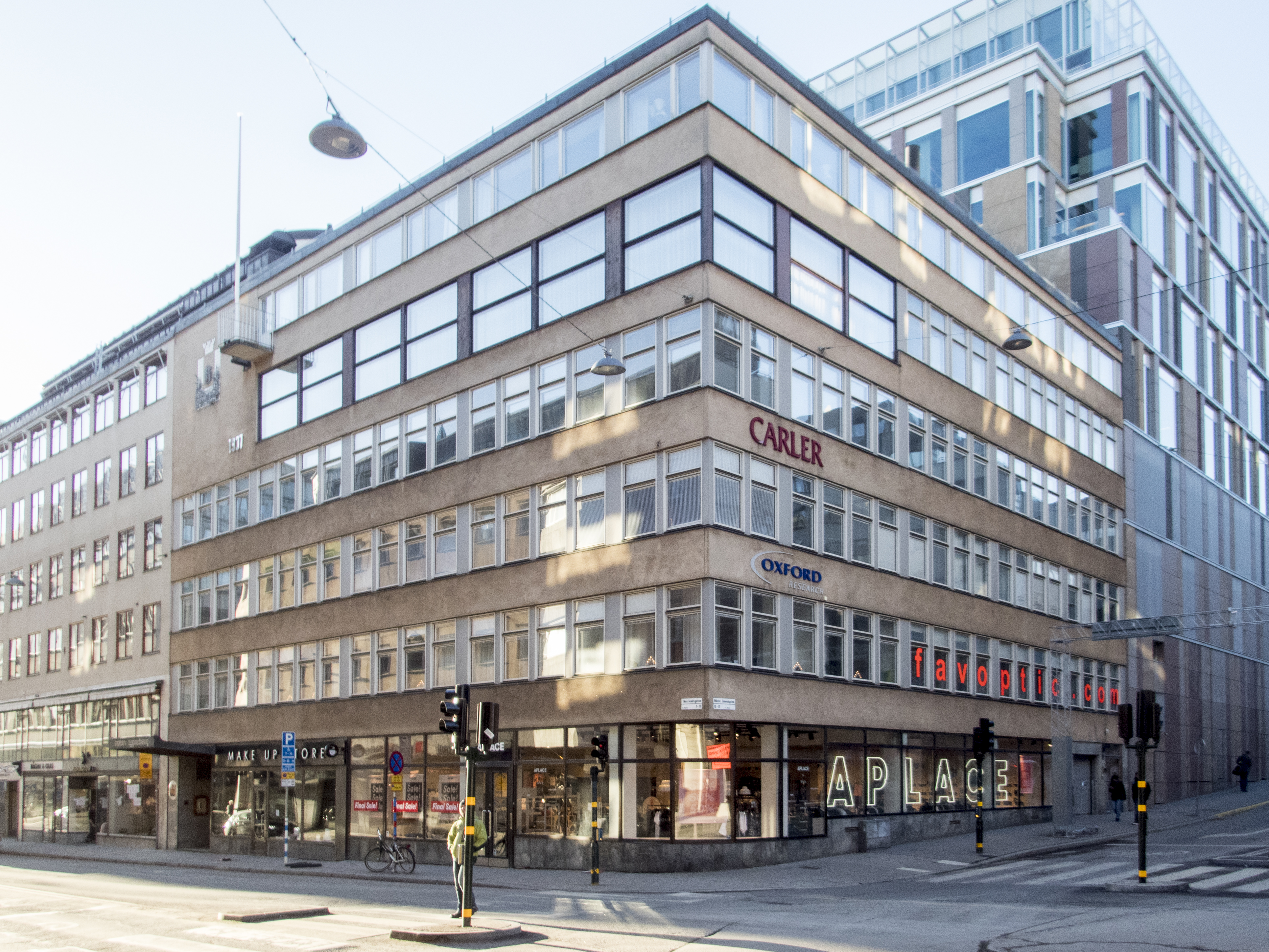
Hästen 22 hus 2, Mäster Samuelsgatan 17, byggår 1981, arkitekt Rasmussens Arkitektkontor (revs 2017–2018).
- Hästen 23, Hamngatan 10, PK-huset, byggår 1980, arkitekt Backström & Reinius.[10]
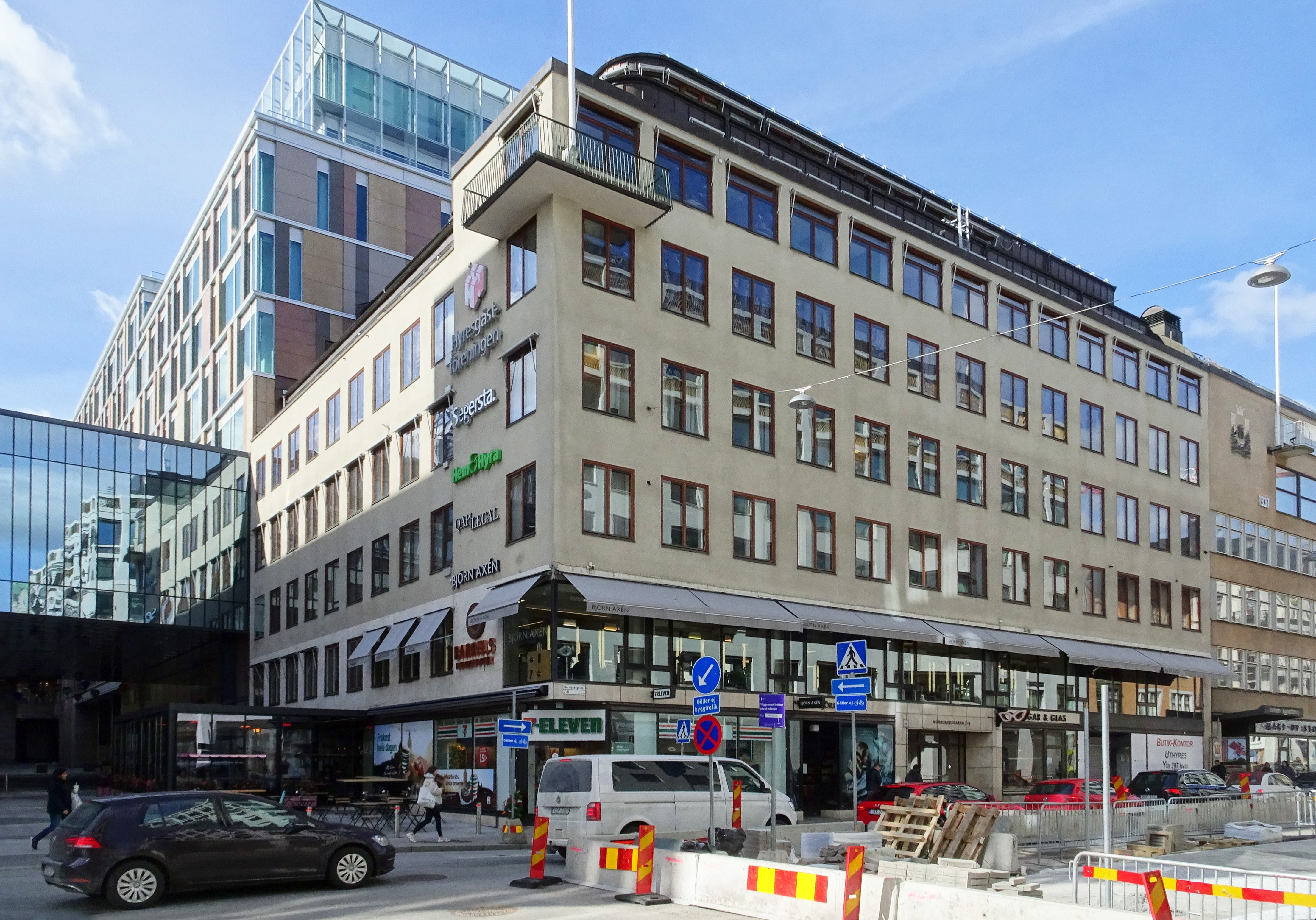
Hästen 25, Norrlandsgatan 11, Byggnadsföreningens hus, byggår 1937, arkitekt Sven Markelius.
- Hästen 26, Norrlandsgatan 7, byggår 1939, arkitekt Birger Jonson.[12]

Nutida byggnader
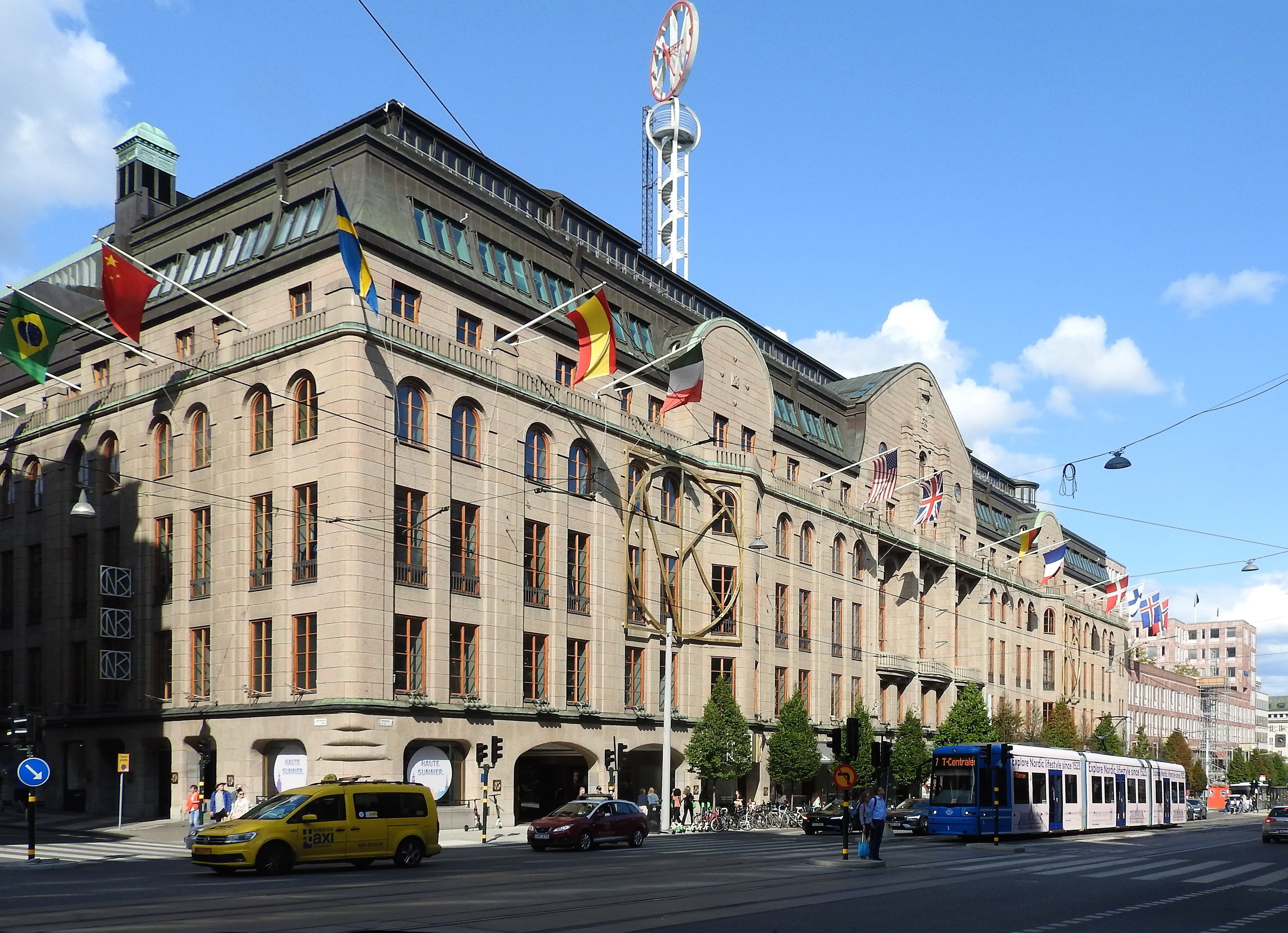
NK Stockholm (Hästen 19).
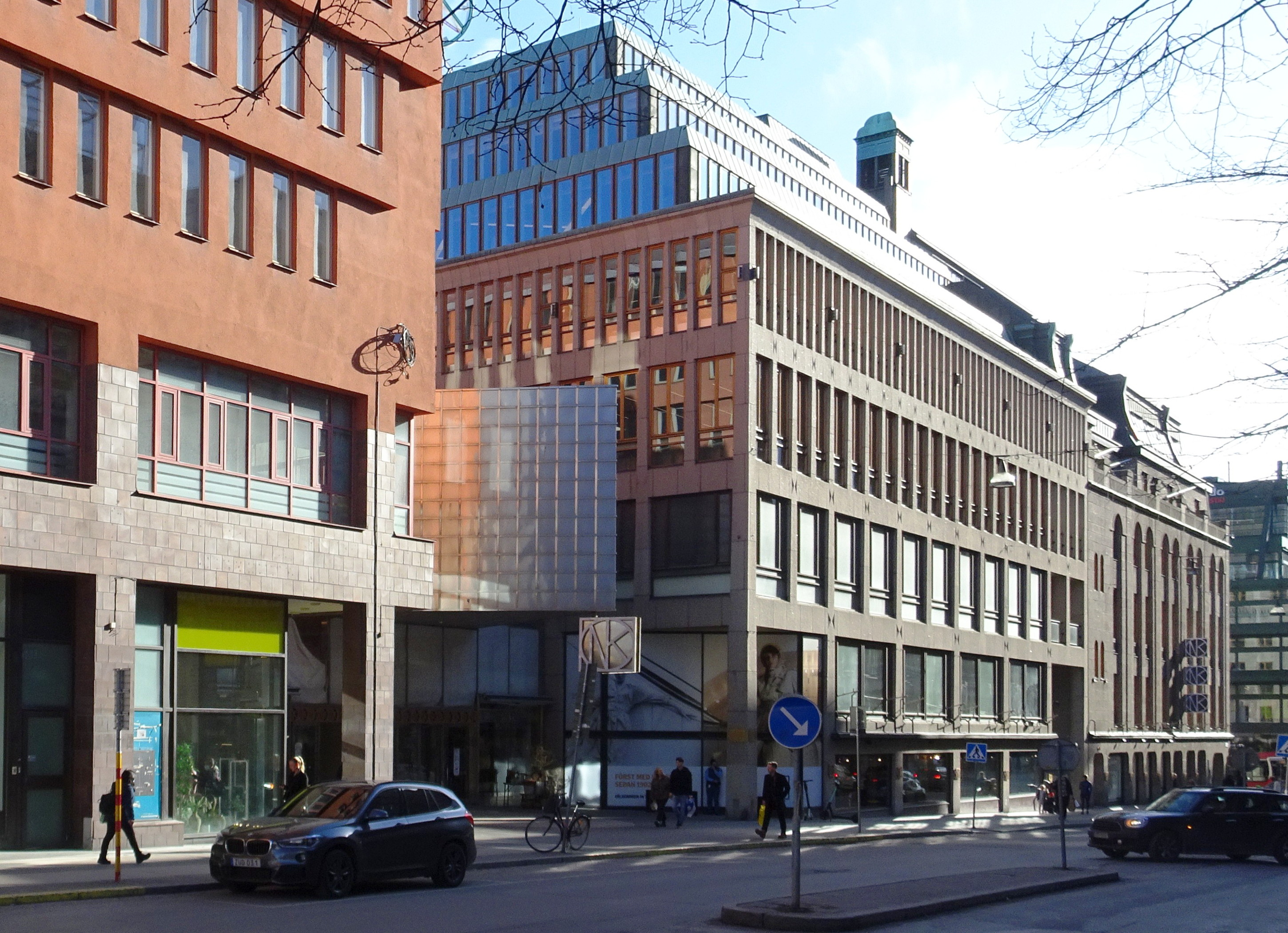
NK:s tillbyggnad mot Regeringsgatan (Hästen 19).
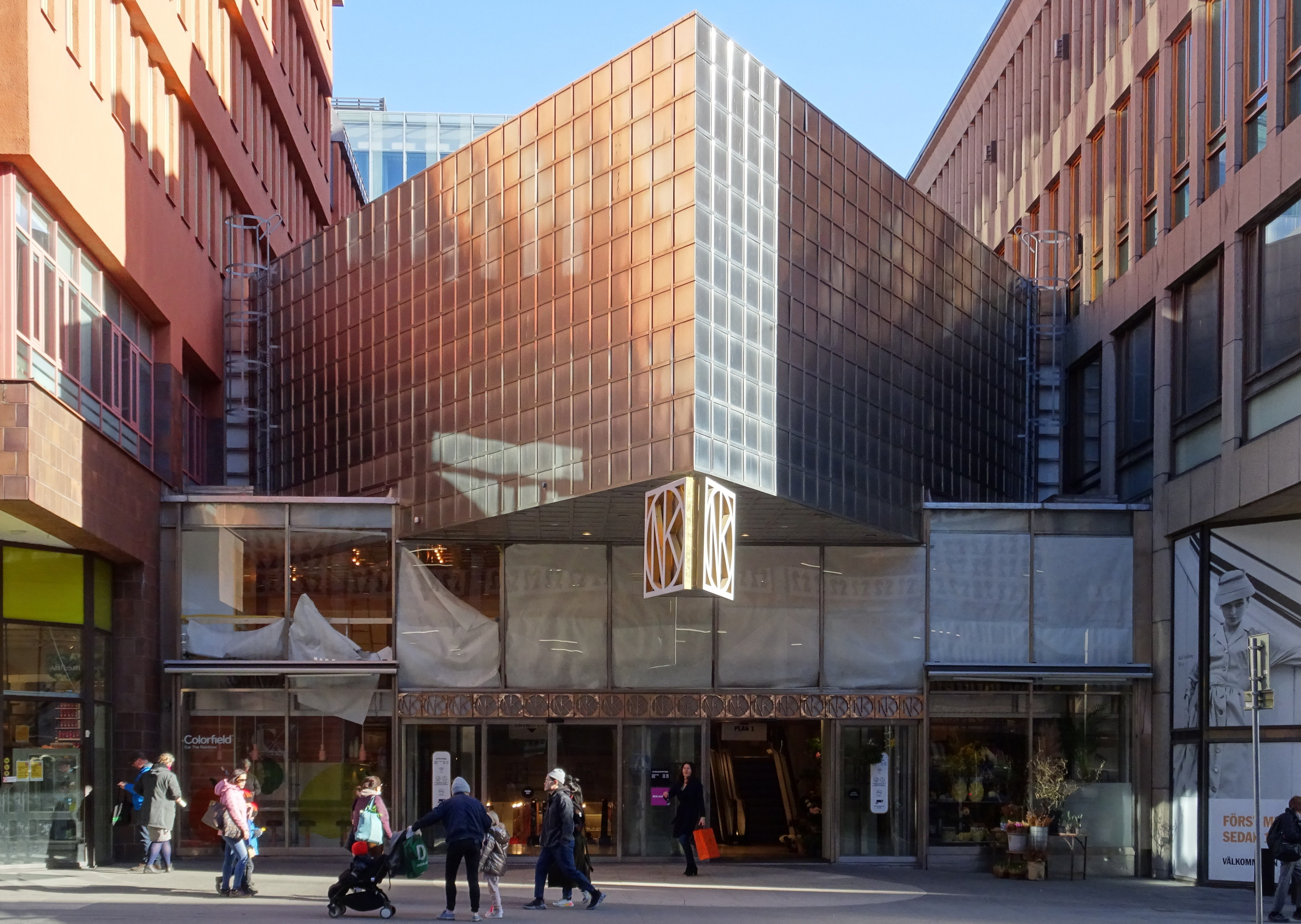
NK:s entré mot Regeringsgatan, här gick Smålandsgatan (Hästen 20).
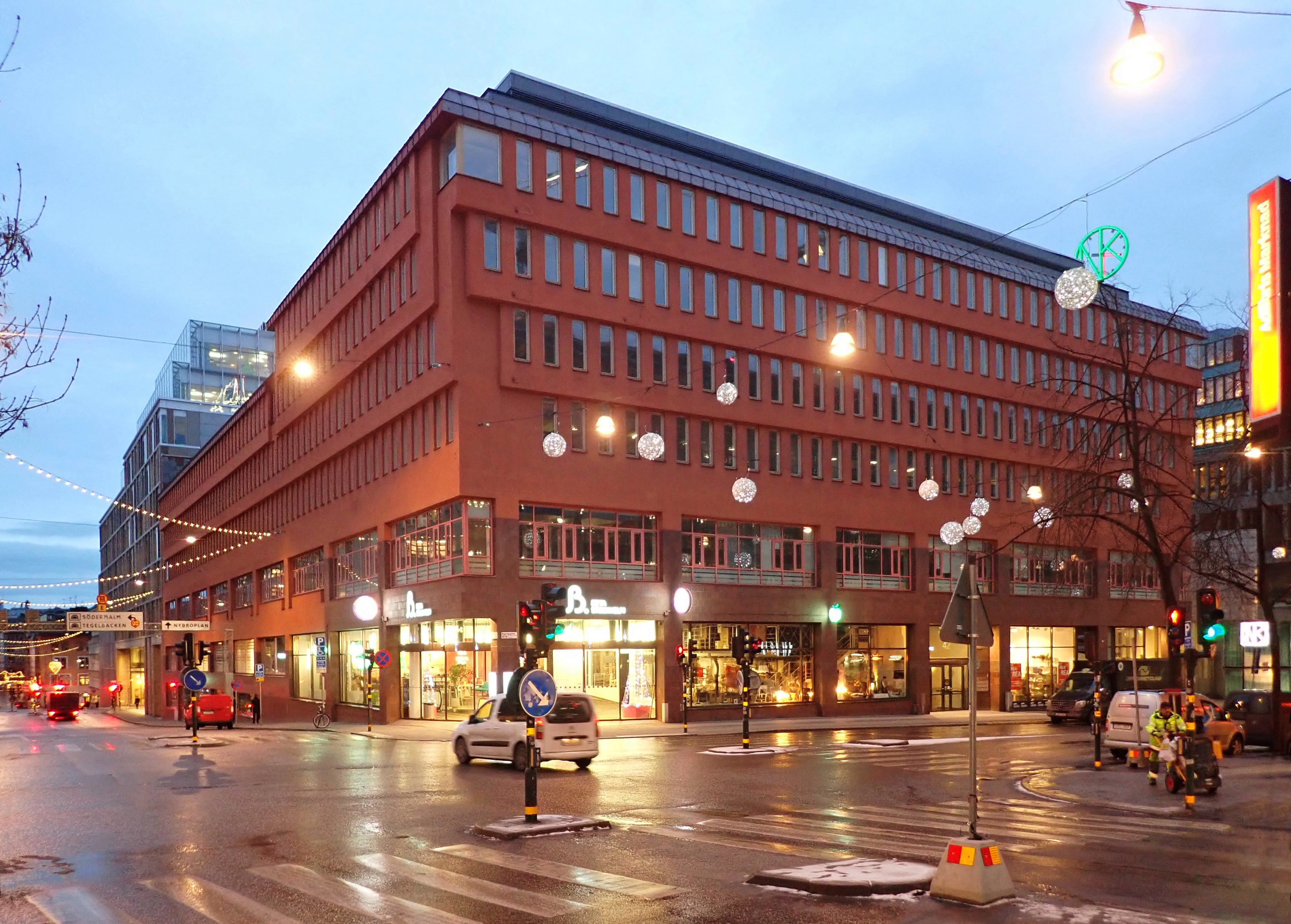
Passagenhuset (Hästen 21).

- Nybygget från 2019 mot Mäster Samuelsgatan
 (Hästen 22).
- Smålandsgatan österut
 (mellan Hästen 22 och 23).
- Byggnadsföreningens hus
 (Hästen 25).
- Norrlandsgatan 7
 (Hästen 26).

### Noter

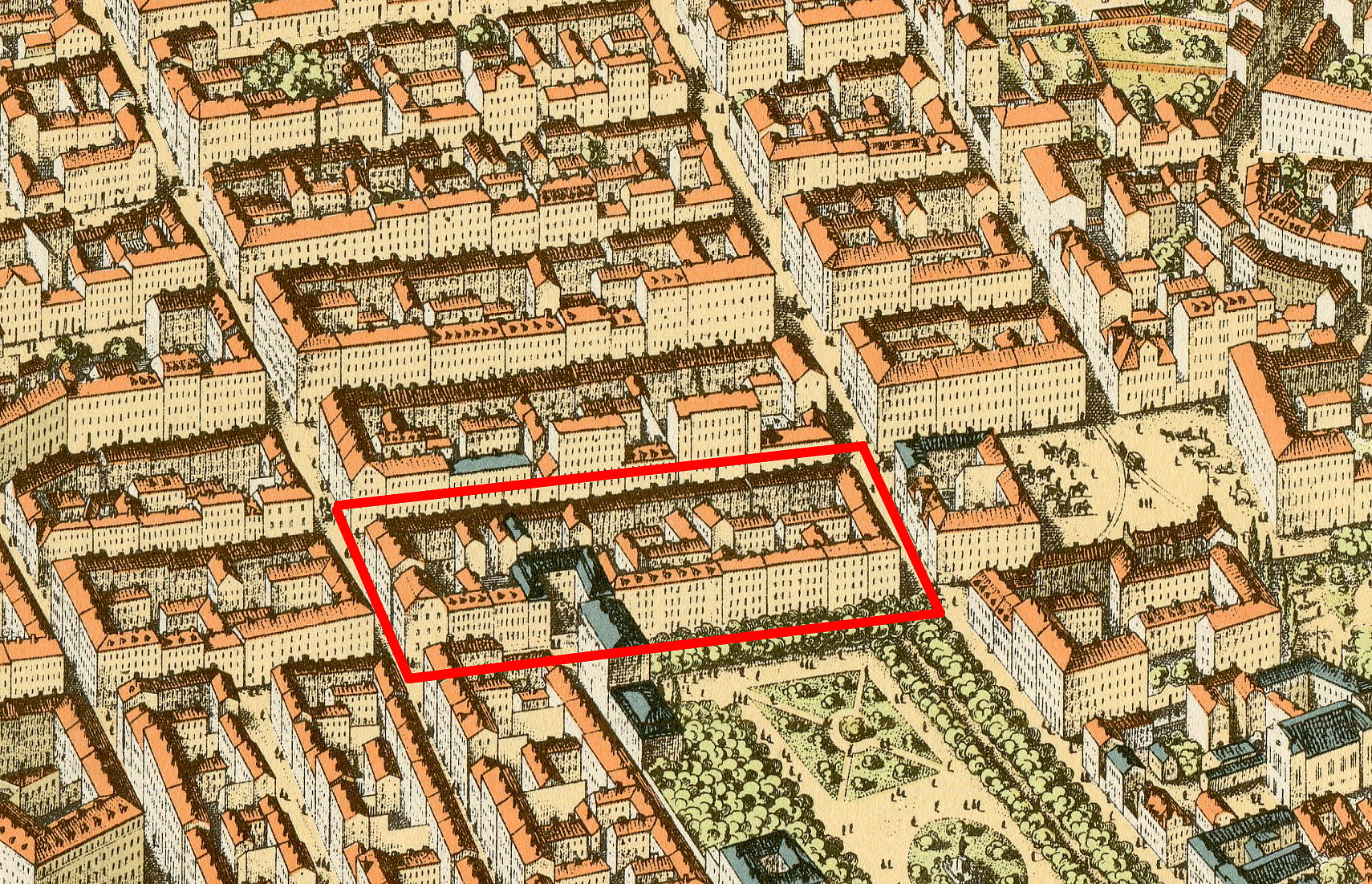
Kvarteret Hästen på Neuhaus panorama, från 1870-talet. Längst ner syns Kungsträdgården.